# Diocèse d'Abakaliki
Le diocèse d'Abakaliki (Dioecesis Abakalikiensis) est un siège de l'Église catholique au Nigeria, suffragant de l'archidiocèse d'Onitsha. En 2012, il comptait 484 720 baptisés sur 2 071 000 habitants. Il est tenu actuellement par Mgr Peter Nworie Chukwu.

## Territoire
Le diocèse comprend la ville d'Abakaliki, où se trouve la cathédrale Sainte-Thérèse. Le territoire est divisé en 105 paroisses.  

## Histoire
Le diocèse d'Abakaliki est érigé par la bulle Inter tot acerbitates de Paul VI du 1er mars 1973, par détachement de celui d'Ogoja.

## Évêques
- 1er mars 1973-19 février 1983 : Thomas McGettrick S.P.S.
- 19 février 1983-6 juillet 2021 : Michaël Okoro (Michaël Nnachi Okoro)
- depuis le 6 juillet 2021 : Peter Nworie Chukwu

## Statistiques
En 2012, le diocèse comptait 484 720 baptisés sur 2 071 000 habitants (23,4 % du total), pour 124 prêtres tous diocésains, soit un prêtre pour 3 909 fidèles, 9 religieux, 185 religieuses, répartis dans 105 paroisses.

## Sources
- L'Annuaire pontifical de 2013, sur le site http://www.catholic-hierarchy.org, à la page
- (la) Bulle Inter tot acerbitates, AAS 65 (1973), p. 419
- (en) Fiche du diocèse sur le site www.gcatholic.org